# Bandera de Líbano
La bandera del Líbano viene regulada por el artículo 5 de la Constitución libanesa.
El texto completo del artículo 5 de la Constitución dice actualmente:

La bandera libanesa está compuesta de franjas horizontales roja, blanca y roja, con el cedro verde en la franja blanca. La medida de la franja blanca es igual a la de las dos rojas juntas. El cedro está en medio y la punta superior toca la franja roja superior y la base toca la franja roja inferior. La anchura del cedro tiene que ser igual a un tercio de la franja blanca.

La proporción no se menciona en la constitución, pero es de 2:3. Su significado no es claro, pero el blanco es el color de los yemenitas y maronitas, en tanto que el rojo es el de los kaisitas.
Esta bandera es nacional y de Estado, en tierra y en mar, y tiene también otros usos con algunas variaciones:
- Como bandera de proa.
- Como bandera de la Marina de Guerra
- Como bandera del Ejército de Tierra (cedro más pequeño con inscripción dorada encima y, en cada esquina, dentro del rojo, unos laureles dorados; en la parte de atrás se parte en diagonal ascendente, blanca y roja, con el emblema dorado del Ejército en el centro)
- Banderín triangular, decorativo y para la Guardia Presidencial.
- Vertical, decorativa.

La Fuerza Aérea utiliza un emblema rojo con un triángulo blanco con los tres lados iguales, dentro del cual hay un disco verde.

## Historia
Desde el siglo XVII, los cristianos maronitas del Líbano utilizaron el cedro como emblema de sus banderas blancas. La primera información cierta de su uso fue en octubre de 1848. La efímera República de Kisrawan, proclamada en 1858, empleó esta bandera.
En la Primera Guerra Mundial los soldados libaneses que combatían en el Ejército otomano utilizaron una bandera consistente en una cruz de San Andrés roja sobre fondo blanco, y el cedro verde oscuro encima, pero se trataba de una bandera militar y no nacional.
En 1918 los libaneses izaron la bandera blanca con cedro verde en la parte inferior según el diseño del escritor emigrado Shukri al-Juri y de Naum Labaki, preparada antes de la revuelta libanesa de 1918, que precedió a la ocupación francesa. Esta bandera se usaba desde 1919 bajo la autoridad del Mejlis o consejo administrativo. Ocupada la región por los franceses ese mismo año, el Tratado Sikes-Picot de 1916 entre Francia y el Reino Unido entró en vigor, quedando el Líbano integrado en el Mandato de Siria tras la Conferencia de San Remo, en abril de 1920. Al estallar la lucha contra el rey de Siria, reino del cual nominalmente formaban parte los libaneses, el Gran Líbano se declaró independiente bajo mandato francés. El general Gourad declaró posesión francesa los distritos de la Beeka, Hasbaia, Baalbeck y Rashaia el 3 de agosto de 1920, los cuales tradicionalmente formaban parte de Siria, considerándolos la base del "Gran Líbano", el cual fue proclamado en Beirut el 1 de septiembre de 1920 con las fronteras libanesas actuales.
A partir de este año, se empezó a usar la misma bandera blanca con cedro pero con la francesa en la esquina izquierda, y el cedro desplazado a la parte baja, así como también la bandera nacional francesa con un cedro verde en la parte inferior de la banda blanca.
La primera bandera libanesa surgió definitivamente en 1921, y fue una bandera de Francia con un cedro en el centro. Fue propuesta en 1919 al presidente 
Poincaré por el político Naum Moukarzel, líder del Movimiento por el Renacimiento Libanés. El Gran Líbano constituyó uno de los mandatos franceses y desde 1922 fue administrado conjuntamente con los otros mandatos sirios (entidad Siria-Gran Líbano), pero desde 1924 obtuvo administración separada.
Una nueva Constitución que entró en vigor el 23 de mayo de 1926 estableció una república autónoma bajo mandato francés, pero no se produjo ningún cambio en la bandera. El artículo 5 de la Constitución decía: "La bandera libanesa es azul, blanca y roja, con el cedro en la parte blanca", esto es, la bandera francesa con un cedro en el centro.
El 26 de noviembre de 1941 el general Georges Catroux, en nombre del general Charles de Gaulle y apoyado por tropas británicas, proclamó la independencia y la soberanía del Líbano. El general Dentz, Alto Comisario designado por la Francia de Vichy, le entregó el poder. No obstante, la independencia no fue realmente efectiva hasta 1945, cuando las tropas aliadas dejaron el país. Como no se consideró adecuado continuar con el uso de la bandera francesa, se volvió a emplear la bandera blanca con el cedro.

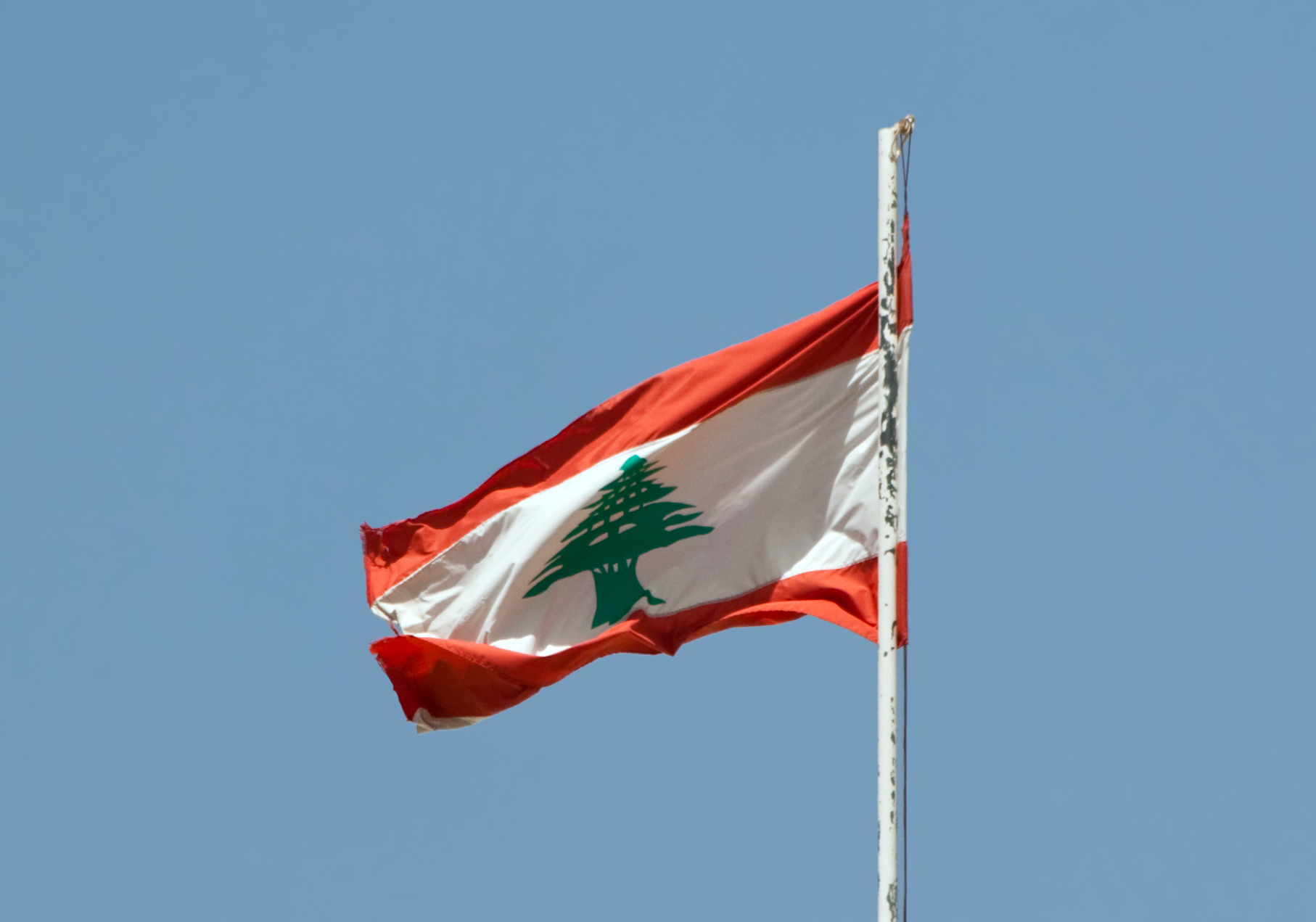
Bandera libanesa ondeando en Beit ed-Dine, la primera residencia presidencial del país.

El 11 de noviembre de 1943 se produjeron manifestaciones contra la detención del presidente Bechara Khalil al-Khoury y algunos ministros, efectuados por el Alto Comisario francés al haber derogado el Parlamento, a instancias del presidente, los artículos de la Constitución que habilitaban la tutela de Francia sobre el país. Siete diputados entraron en el Parlamento y decidieron establecer una nueva bandera nacional, que seguramente diseñó Henri Pharaon. Se estableció un gobierno provisional en Bechamun que aceptó la bandera, pero se cree que la dividió en tres franjas horizontales iguales con el cedro verde en la banda blanca ("con la bandera libanesa" dentro de la banda blanca). El diseño de los parlamentarios lo realizó Saade Munla en el Parlamento y fue llevado a Bechamun por miembros del partido Kataeb y del Najjad (Renacimiento) el 19 de noviembre de 1943, siendo izada la bandera el domingo 21 de noviembre de 1943. El dibujo del diseño parlamentario muestra una bandera en franjas 1:2:1 pero con el cedro mucho menos natural. El artículo 5 de la Constitución fue cambiado: "La bandera libanesa es roja, blanca y roja en franjas horizontales con el cedro verde al centro de la franja blanca". El día 21 de noviembre fue establecido en 1979 como "Día de la Bandera Nacional".
El 22 de noviembre de 1943 Catroux, que había regresado a Líbano para terminar con los disturbios, libera a los gobernantes y los restituye en sus cargos, por lo que se considera tal fecha como el Día de la Independencia libanesa. La nueva bandera se oficializa el 7 de diciembre de 1943. El 27 de diciembre París reconoció a la República Libanesa y acordó la evacuación de las tropas francesas a partir de 1944. El inicio de la evacuación se alargó hasta 1945 y no se completó hasta diciembre de 1946.

## Galería

Bandera del Líbano (1918-1920)
Bandera del Líbano durante el Mandato Francés (1920-1943)
Bandera del Estado del Gran Líbano (1926-1946)
Bandera del Líbano (1943-1995)

## Significado
Las bandas rojas simbolizarían los sacrificios del pueblo libanés en su lucha por la libertad y la independencia; La banda blanca simboliza la pureza y la paz. El árbol verde del centro de la bandera es el "Cedro del Líbano", símbolo del país desde los tiempos del rey Salomón. El cedro simboliza la dicha, la prosperidad, la santidad, la eternidad y la fuerza.